# Unterseeboot 756
L'Unterseeboot 756 ou U-756 est un sous-marin allemand (U-Boot) de type VIIC utilisé par la Kriegsmarine pendant la Seconde Guerre mondiale.
Le sous-marin fut commandé le 9 octobre 1939 à Wilhelmshaven (Kriegsmarinewerft), sa quille fut posée le 18 janvier 1940, il fut lancé le 18 octobre 1941 et mis en service le 30 décembre 1941, sous le commandement de l'Oberleutnant zur See Klaus Harney.
L'U-756 n'endommagea ou ne coula aucun navire au cours de l'unique patrouille (18 jours en mer) qu'il effectua.
Il est coulé par l'aviation canadienne dans l'Atlantique Nord en septembre 1942.

## Conception
Unterseeboot type VII, l'U-756 avait un déplacement de 769 tonnes en surface et 871 tonnes en plongée. Il avait une longueur totale de 67,10 m, un maître-bau de 6,20 m, une hauteur de 9,60 m et un tirant d'eau de 4,74 m. Le sous-marin était propulsé par deux hélices de 1,23 m, deux moteurs diesel Germaniawerft M6V 40/46 de 6 cylindres en ligne de 1 400 cv à 470 tr/min, produisant un total de 2 060 à 2 350 kW en surface et de deux moteurs électriques Brown, Boveri & Cie GG UB 720/8 de 375 cv à 295 tr/min, produisant un total 550 kW, en plongée. Le sous-marin avait une vitesse en surface de 17,7 nœuds (32,8 km/h) et une vitesse de 7,6 nœuds (14,1 km/h) en plongée. Immergé, il avait un rayon d'action de 80 milles marins (150 km) à 4 nœuds (7,4 km/h; 4,6 milles par heure) et pouvait atteindre une profondeur de 230 m. En surface son rayon d'action était de 8 500 milles nautiques (soit 15 700 km) à 10 nœuds (19 km/h).
 L'U-756 était équipé de cinq tubes lance-torpilles de 53,3 cm (quatre montés à l'avant et un à l'arrière) qui contenait quatorze torpilles. Il était équipé d'un canon de 8,8 cm SK C/35 (220 coups) et d'un canon antiaérien de 20 mm Flak. Il pouvait transporter 26 mines TMA ou 39 mines TMB. Son équipage comprenait 4 officiers et 40 à 56 sous-mariniers.

## Historique
Il reçut sa formation de base au sein de la 6. Unterseebootsflottille jusqu'au 1er août 1942, puis il intégra sa formation de combat dans cette même flottille.
Il quitte Kiel en Allemagne pour sa première patrouille sous les ordres du Kapitänleutnant Klaus Harney le 15 août 1942. L'U-756 rejoint le groupe (ou meute) Worwärts, formé le 27 août dans l'ouest de l'Irlande. Le groupe ratisse l'océan vers le sud-ouest. Le 31 août 1942, l'U-609 au nord de la ligne de patrouille, signale le convoi SC-97 et en coule deux bâtiments, avant d'être obligé de plonger. Tard dans la soirée, l'U-756 attaque sans succès le convoi. Dans la matinée du 1er septembre, il est l'un des six bateaux qui se trouvent près du convoi, dans l'est-sud-est du cap Farvel. Il est alors repéré et coulé à la position 57° 41′ N, 31° 30′ O, par des attaques de charges de profondeur de la corvette canadienne HMCS Morden (en).
Les quarante-trois membres d'équipage meurent dans cette attaque.

## Affectations
- 6. Unterseebootsflottille du 30 décembre 1941 au 1er août 1942 (Période de formation).
- 6. Unterseebootsflottille du 1er août 1942 au 1er septembre 1942 (Unité combattante).

## Commandement
- Kapitänleutnant Klaus Harney du 30 décembre 1941 au 1er septembre 1942[Note 1].

## Patrouilles
|       | Commandant          | Départ       | Départ | Arrivée            | Arrivée | Jours    | Succès |
| ----- | ------------------- | ------------ | ------ | ------------------ | ------- | -------- | ------ |
| 1     | Kptlt. Klaus Harney | 15 août 1942 | Kiel   | 1er septembre 1942 | Coulé   | 18 jours |        |
| Total | Total               | Total        | Total  | Total              | Total   | 18 jours | 0 t    |

Note : Kptlt. = Kapitänleutnant

### OpérationsWolfpack
L'U-756 a opéré avec les Wolfpacks (meute de loups) durant sa carrière opérationnelle.
- Vorwärts (25 août 1942 - 1er septembre 1942)